# 디키르히

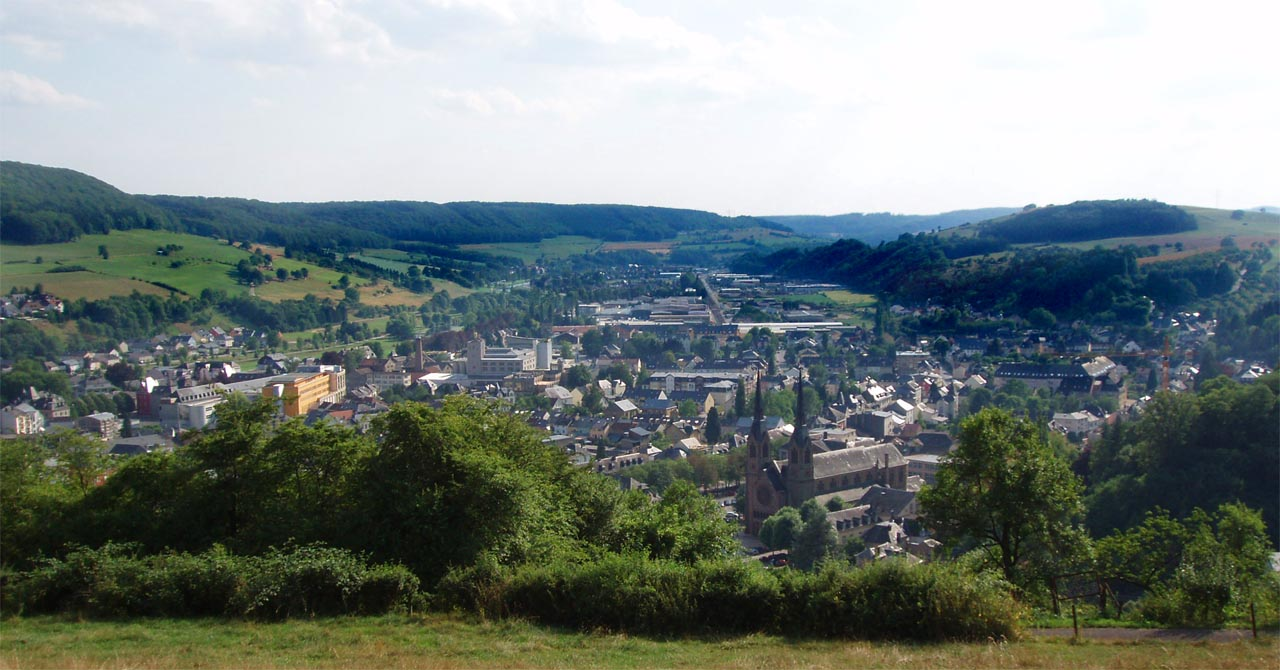
디키르히 시가지

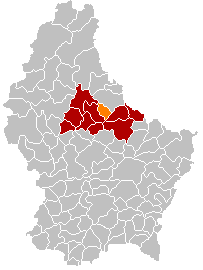
디키르히의 위치

디키르히(독일어: Diekirch, 룩셈부르크어: Dikrech)는 룩셈부르크 북동부에 위치한 도시로 디키르히 구의 행정 중심지이자 디키르히 주의 주도이며 면적은 12.42km2, 높이는 187~396m, 인구는 6,649명(2014년 기준), 인구 밀도는 540명/km2이다. 1977년 룩셈부르크에서 최초로 보행자 공간이 설치된 도시이다.